# Pyrinia praefulvata
Pyrinia praefulvata es una especie de polilla de la familia Geometridae. La especie fue descrita por primera vez por William Warren habiendo sido descrita en 1906, con distribución en Bolivia.